# Joachim Gerstenbüttel
Joachim Gerstenbüttel (* 27. Juni 1647 in Wismar; † 10. April 1721 in Hamburg) war ein deutscher Komponist des Barock.

## Leben
Gerstenbüttel studierte in Wittenberg Theologie und widmete sich dem Bassgesang sowie dem Violin- und Klavierspiel. Er gab das Theologiestudium auf und ging nach Hamburg, wo er sich als Musiklehrer betätigte und an Weckmanns Collegium musicum teilnahm. Mit der Zeit wurde er so beliebt, dass er 1675 als Nachfolger von Christoph Bernhard zum Kantor des Johanneums und zum Direktor von fünf Hauptkirchen gewählt wurde. Die politischen Verhältnisse und internen Streitereien der Stadt führten jedoch zum Niedergang des Musiklebens, sodass Gerstenbüttel gegen Ende seines Lebens seine Arbeit nur noch unter prekären Umständen verrichten konnte. Nachfolger Gerstenbüttels in Hamburg wurde 1721 Georg Philipp Telemann.

## Werk
Von Gerstenbüttel sind mindestens 69 Kantaten bekannt, die sich formal an den geistlichen Konzerten von Heinrich Schütz orientieren und durch eine große Ausdruckskraft auszeichnen.